# Alexander von Rüdinger
Alexander von Rüdinger (rusko Александр Карлович Ридингер), ruski general baltsko-nemškega rodu, * 1782, † 1825.
Bil je eden izmed pomembnejših generalov, ki so se borili med Napoleonovo invazijo na Rusijo; posledično je bil njegov portret dodan v Vojaško galerijo Zimskega dvorca.

## Življenje
Rodil se je viborškemu guvernerju Karlu von Rüdingeru. 
Leta 1788 je kot kadet vstopil v vojaško šolo poljskega plemstva. 21. novembra 1796 je postal dvorni paž. 
5. oktobra 1801 je postal poročnik v lovskem polku; s slednjim se je udeležil vojne tretje in četrte koalicije. 23. oktobra 1807 je bil povišan v polkovnika. 
11. aprila 1809 je bil imenovan za poveljnika Vimlanstranda. 30. septembra 1811 je postal poveljnik 44. lovskega polka, s katerim se je udeležil patriotske vojne. 
Za zasluge je bil 11. januarja 1814 povišan v generalmajorja. Septembra istega leta je postal brigadni poveljnik v 21. pehotne divizije.